# Goiatuba
Goiatuba est une municipalité brésilienne de l'État de Goiás et la microrégion du Meia Ponte.

## Personnalités
- Heleno Godoy (1946-), professeur et écrivain brésilien, né à Goiatuba.